# ترجمه متون ادبی
ترجمه متون ادبی به ترجمه متونی گفته می‌شود که در زمینه ادبیات می‌گنجند. ترجمه آثار ادبی (رمانها، داستانهای کوتاه، نمایشنامه‌ها، اشعار و غیره) هم به نوبه خود در این گونه از ترجمه جای می‌گیرد.
از آنجا که ادبیات مقوله‌ای وابسته به فرهنگ می‌باشد بنابراین ترجمه متون ادبی و آثار حاصل از آن لزوماً از نظر زبانشناسی شفاف و مطابق قواعد آن نخواهند بود.
در کتاب درسی دانشگاهی «ترجمهٔ متون ادبی» ،با الهام از نظریات دو زبانشناس به نام‌های ژان‌پل وینه و ژان داربلنه، هفت روش را برای ترجمه ادبی نام برده شده‌است: سه روش تحت‌اللفظی، وامگیری، گرته‌برداری، مبتنی بر «ترجمهٔ مستقیم» هستند، زیرا لفظ یا ماهیت صوری پیام نویسنده در ترجمه دگرگون نمی‌شود و مستقیماً به زبان مقصد انتقال می‌یابد. چهار روش تغییر صورت، تغییر بیان، معادل‌یابی و همانندسازی دلالت بر «ترجمهٔ غیرمستقیم» دارند، زیرا برای انتقال پیام نویسنده، ماهیت صوری آن به مقتضای جمله در زبان مقصد دگرگون می‌شود و محتوای معنایی پیام نویسنده با الفاظ دیگر انتقال می‌یابد.